# Harold Madison Wright
Pour les articles homonymes, voir Harold Wright et Wright.
Harold Madison Wright (10 décembre 1907-11 décembre 1997) est un ingénieur, athlète et administrateur sportif canadien. Il est président du Comité olympique canadien de 1969 à 1977.

## Biographie
Né à Winnipeg au Manitoba, Wright il reçoit un Bachelor of Science en en ingénierie géologique et un Master of Science ingénierie métallurgique de l'université de l'Utah, ainsi qu'un Master of Arts en géologie de l'Université de la Colombie-Britannique. En 1947, il met en place la firme de consultants Wright Engineers.

### Athlète
Wright complète les épreuves de 100 mètres, 200 mètres et 4 x 100 mètres relais lors des Jeux olympiques d'été de 1932 de Los Angeles.

### Administrateur sportif
De 1964 à 1968, Wright est le président du Canadian Field Hockey Association (Association canadienne de hockey sur gazon). En 1969, il devient président du Comité olympique canadien et occupe la fonction jusqu'en 1977 alors que le Canada accueille ses premiers Jeux olympiques à Montréal en 1976. Il occupe aussi la charge de directeur du Commonwealth Games Association of Canada et de la British Columbia Sports Federation.
Wright meurt à Vancouver en Colombie-Britannique en décembre 1997 à l'âge de 89 an.

## Honneurs
Wright est récompensé de:
- Officier de l'Ordre du Canada en 1977 et promu Compagnon en 1986
- Ordre olympique, niveau argent, en 1979
- Diplôme honorifique en droit de l'université de la Colombie-Britannique
- Intronisé au Canadian Amateur Sports Hall of Fame en 1987
- Intronisé au Panthéon des sports canadiens en 2003
- Intronisé au Canadian Mining Hall of Fame (en)